# بيت المنظر (مذيخرة)

تعديل مصدري - تعديل

بيت المنظر هي إحدى قرى عزلة مذيخرة بمديرية مذيخرة التابعة لمحافظة إب، بلغ تعداد سكانها 77 نسمة حسب تعداد اليمن لعام 2004.